# Sanne Bjerg
Sanne Bjerg (født 11. februar 1965) er en dansk forfatter og  foredragsholder - tidligere operalibrettist og operadirektør, uddannet fra Forfatterskolen 1989. Hun var leder af PLEX [www.plex-musikteater.dk]- tidligere Den Anden Opera.
Hun har skrevet libretto til en række operaer, bl.a. Den sidste virtuos (1991), komponeret af Lars Klit, Løgn og latin (1998), komponeret af Svend Aaquist og I-K-O-N (2003), komponeret af John Frandsen.
Sanne Bjerg har skrevet en række kronikker om stress, teknologi og mental bæredygtighed i Kristeligt Dagblad.

## Bogudgivelser
- Papaya-passionen, 1987 (roman)
- Fejltagelsernes Bog, 2017 (roman)
- Messi of the Ramblas, 2023 (roman)